# さとうゆみ
さとう ゆみ（1964年8月7日 - ）は、ライムライトに所属するフリーアナウンサー。

## 来歴
埼玉県出身。
SPEEDチャンネル開局時より、同局のキャスターを務めており、競輪中継の司会も随時担当。競輪関係以外でも、テレビ・ラジオのパーソナリティや、ナレーション等を務めている。
マリンスポーツが趣味で、一級小型船舶操縦士の免許も取得している。

## 出演

### 現在の担当番組
- JFNニュース